# Tisa von der Schulenburg
Tisa von der Schulenburg (eigentlich: Elisabeth Karoline Mary Margarete Veronika Gräfin von der Schulenburg; * 7. Dezember 1903 in Tressow; † 8. Februar 2001 in Dorsten) war eine deutsche bildende Künstlerin. Als Ordensschwester im Orden der Ursulinen (OSU) trug sie den Namen Schwester Paula.

## Leben

### Kindheit und Jugend
Tisa von der Schulenburg wurde 1903 auf dem mecklenburgischen Gut Tressow, heute ein Ortsteil von Bobitz, als Tochter des preußischen Generals der Kavallerie und späteren NSDAP-Reichstagsabgeordneten Friedrich Bernhard Graf von der Schulenburg (1865–1939) und seiner Ehefrau Freda-Marie geborene Gräfin von Arnim (1873–1939) geboren.
Sie verbrachte ihre Kindheit und Jugend in London, Potsdam, Berlin und Münster, aber vor allem auf dem Besitz des Vaters in Tressow. Zu ihren Brüdern Johann-Albrecht (1898–1945), Wolf-Werner (1899–1944) und Adolf-Heinrich (1901–1940) hatte sie ein eher distanziertes Verhältnis; zu Fritz-Dietlof (1902–1944), dem späteren Widerstandskämpfer vom 20. Juli 1944, sowie ihrem jüngeren Bruder Wilhelm (1904–1936) jedoch pflegte sie eine engere Beziehung.
1914 bzw. in den folgenden Jahren zogen Tisas Vater und die drei ältesten Brüder in den Krieg. Während dieser Zeit war sie zunächst im Kloster Stift zum Heiligengrabe untergebracht. Danach kam sie zur Haushaltslehre nach Lemgo, nahm privaten Zeichenunterricht und lernte bei einem Möbeltischler, Holz mit dem Stechbeitel zu bearbeiten. Der Zusammenbruch des Kaiserreiches traf die Familie hart – als der Vater und die Brüder 1919 aus dem Krieg zurückkehrten, war der einstige Reichtum der Familie fast aufgezehrt.

### Kunststudium
Tisa von der Schulenburg stellte sich schon als 16-Jährige dem Künstler Max Liebermann von der Berliner Akademie mit Scherenschnitten vor, mit denen sie seit 1917 experimentierte. Er bestätigte ihr Talent, doch ihr Vater stimmte erst 1925 dem Besuch der Akademie zu. Sie studierte bei Fritz Klimsch, Edwin Scharff und Otto Hitzberger Bildhauerei. Während eines Auslandssemesters in Paris lernte sie 1927 Charles Despiaux kennen, der ihre Arbeiten lobte und förderte. In Berlin und Paris führte sie ein Leben ganz im Sinne der Goldenen Zwanziger – hemmungslos und berauschend. Im Haus des jüdischen Bankiers Hugo Simon, der 1914 zusammen mit Albert Einstein den Bund Neues Vaterland initiiert hatte, lernte sie zu dieser Zeit Bertolt Brecht, Paul Levi, Max Pechstein, George Grosz, Albert Einstein, Heinrich und Thomas Mann und andere Berliner Persönlichkeiten kennen und diskutierte mit ihnen über Politik, Wissenschaft und Kunst. Hier traf sie als 25-Jährige auch auf den jüdischen Unternehmer Fritz Hess (gest. 1976), den sie – zum Unwillen ihres Vaters – 1928 heiratete. Persönlich und künstlerisch blieb sie jedoch unzufrieden.

### Emigration
Nachdem Tisa von der Schulenburg kurz nach der Machtergreifung der Nationalsozialisten Hitlers Buch Mein Kampf gelesen hatte, emigrierte das Ehepaar 1933 wegen der Verfolgung der Juden und „aktiven Linken“ nach London. Ihre Eltern und Brüder standen Hitler jedoch wohlgesinnt gegenüber und begrüßten die Machtergreifung der Nationalsozialisten.
Anfang 1935 lernte Tisa von der Schulenburg in England den Bildhauer und Maler Henry Moore kennen und versuchte sich an Bronzeskulpturen; die Plastiken gefielen ihr jedoch nicht, und sie entdeckte für sich so das Relief. Weil sie keinen gültigen Pass besaß, konnte sie nicht zur Beerdigung ihres jüngsten Bruders Wilhelm kommen, der bei einem Autounfall ums Leben kam – der Verlust traf die Familie schwer. „Der Schmerz eint uns, doch die Politik trennt uns“, schrieb sie später.
Nach ihrer – gegen die nationalsozialistische Kunstpolitik gerichteten – Ausstellung „Entartete Kunst“ 1936 wurde sie in den Vorstand der antifaschistischen Künstlergruppe „Artists International Association“ (AIA) gewählt, die versuchte, die Kluft zwischen Arbeitern und Künstlern abzubauen. Um Vorträge über Kunst zu halten und Schnitzkurse zu geben, besuchte Schulenburg die Grafschaft Durham im Norden Englands. In diesem Kohlerevier begegnete sie dem Elend der Arbeiter: 200.000 Bergleute waren zu dieser Zeit ohne Arbeit; wer noch bei den Bergwerken beschäftigt war, arbeitete unter härtesten Bedingungen. Sie solidarisierte sich mit den Arbeitslosen und half bei der Organisation von Lebensmitteln. Als Belohnung für ihr soziales Engagement in der Region durfte Schulenburg in ein Bergwerk einfahren und sah die Arbeit „vor Ort“. Sie reiste bis 1939 jedes Jahr mehrmals in die Gegend, um Vorträge zu halten und Kurse zu geben. Jedes Mal entstanden unter den Eindrücken neue Zeichnungen und Schnitzereien. Nach einer psychologischen Behandlung ließ sie sich 1938 nach 10-jähriger Ehe von Fritz Hess scheiden.

### Krieg
Sechs Monate später reiste sie nach Deutschland, um den im Sterben liegenden Vater zu besuchen. Der Vater, von Heinrich Himmler mittlerweile zum SS-Obergruppenführer befördert, starb kurz nach einer Aussprache mit seiner Tochter an Alterstuberkulose. Auch mit ihrem Bruder Fritz-Dietlof, gerade zum stellvertretenden Oberpräsidenten Schlesiens ernannt, konnte sie sich unterhalten; hier erfuhr sie, dass seine Arbeit nur Tarnung war und er schon im Widerstand wirkte. Als sie zurück nach England wollte, wurde ihr die Einreise verweigert, weil man sie für eine Spionin hielt. Sie hatte einen Zeitungsbericht von der Beerdigung ihres Vaters aus Deutschland mitgenommen, und die britischen Beamten entdeckten darin ein Foto, das Hitler als Trauergast bei dieser Beerdigung zeigte. Sie litt darunter, im Machtbereich der Hitler-Diktatur bleiben zu müssen, wohnte zunächst bei ihrem Bruder Adolf-Heinrich in Köln und fuhr dann zu ihrer Mutter nach Travemünde. Ihre Mutter hatte mehrere Schlaganfälle erlitten und starb wenige Wochen später.
In Travemünde traf sie ihren Jugendfreund Carl Ulrich von Barner und begann eine Beziehung mit ihm. Am Tag des Kriegsausbruchs wurde von Barner eingezogen, am Abend desselben Tages ließen sie sich standesamtlich trauen. Tisa von der Schulenburg zog auf das Gut Klein Trebbow, etwa 15 km südlich von Tressow, das den von Barners gehörte, und übernahm die Leitung des Gutes. Seit Ende 1942 war sie von Fritz-Dietlof und seiner Frau Charlotte, die zeitweise auf dem Gut wohnte, genauer über die Pläne des Widerstands informiert. Sie engagierte sich „im Kleinen“ und nahm beispielsweise Kriegsgefangene auf. Während des Krieges kam ihre Kunst, bis auf einzelne Skizzen, fast ganz zum Stillstand; zu vieles lenkte sie ab und belastete sie.
Claus Schenk Graf von Stauffenberg traf sich 1944 mehrmals mit Fritz-Dietlof von der Schulenburg auf dem Gut Klein Trebbow. Am Vortag des Hitler-Attentats besuchte er Klein Trebbow erneut. Das Attentat scheiterte, und ihr Bruder sowie ihr Onkel Friedrich-Werner wurden wenige Wochen später zum Tode durch den Strang verurteilt und hingerichtet. Tisa von der Schulenburg wurde abgewiesen, als sie versuchte, als Zuschauerin beim Prozess gegen ihren Bruder beim Volksgerichtshof in Berlin zugelassen zu werden. Sie schuf nach der Hinrichtung ihres Bruders im Herbst 1944 eine Gedenkplatte mit der Inschrift „Ich habs getan mit Sinnen und trag des nun kein Reu“ (ein Leitsatz von Ulrich von Hutten) für den Park des Gutes Klein Trebbow. Wegen dieser offen mit dem Attentat der Widerstandskämpfer sympathisierenden Inschrift wurde sie Anfang 1945 bei der örtlichen NSDAP denunziert, kam aber nicht in Haft.
Ihre anderen Brüder fielen an der Front oder starben an Darmkrebs.

### Nachkriegszeit
Nach dem Ende des Krieges floh sie vor der Roten Armee in den Westen zu Verwandten nach Travemünde. Sie nahm eine Stelle als Sekretärin beim Offizier für Industrie der britischen Militärverwaltung an. 1946 wurde die Ehe mit Carl Ulrich von Barner (1899–1978) geschieden. Sie zog nach Glinde bei Hamburg und arbeitete als Wohlfahrtspflegerin in dem dortigen Militärdepot. Sie gründete eine Art Betriebsrat und stellte für die Arbeiter die Grundversorgung mit Lebensmitteln her.
Tisa von der Schulenburg verkaufte Zigaretten, die ihr von Freunden aus England geschickt wurden und sparte das Geld, um wieder als freie Künstlerin arbeiten zu können. Vorerst arbeitete sie ab 1947 als freie Mitarbeiterin bei der Hamburger Zeitung „Die Welt“. Sie reiste für einen Bericht für ein halbes Jahr in das Ruhrgebiet. Sie wohnte in einer Zechenkolonie in Recklinghausen, wo ihr Bruder Fritz-Dietlof von 1928 bis 1932 bei der Kreisverwaltung als Regierungsassessor tätig gewesen war. Sie konnte in mehrere Zechen einfahren, darunter „Präsident“, „Carolinenglück“ und „Hannover-Hannibal“ in Bochum, „General Blumenthal“ in Recklinghausen und „Unser Fritz“ in Wanne-Eickel (heute ein Stadtteil von Herne). Mit Erinnerungen an den englischen Bergbau begann sie wieder viel zu zeichnen und zu schnitzen. Im Freundeskreis ihres Bruders Fritz, der sie aufgenommen hatte, entdeckte sie ein Buch über den Bischof von Münster Clemens August Graf von Galen und den katholischen Widerstand gegen das Nazi-Regime. Als sie zurück nach Hamburg fuhr, entschloss sie sich, zum Katholizismus zu konvertieren. Über Recklinghäuser Bekannte gelangte sie Ende 1948 nach Dorsten und stellte Marienfiguren, Kreuze, Kreuzwege und andere Plastiken für im Krieg zerstörte Dorstener Kirchen und das Ursulinen-Kloster her. Als 46-Jährige trat Tisa von der Schulenburg 1950 als Schwester Paula in das Dorstener Kloster St. Ursula ein.

### Im Kloster

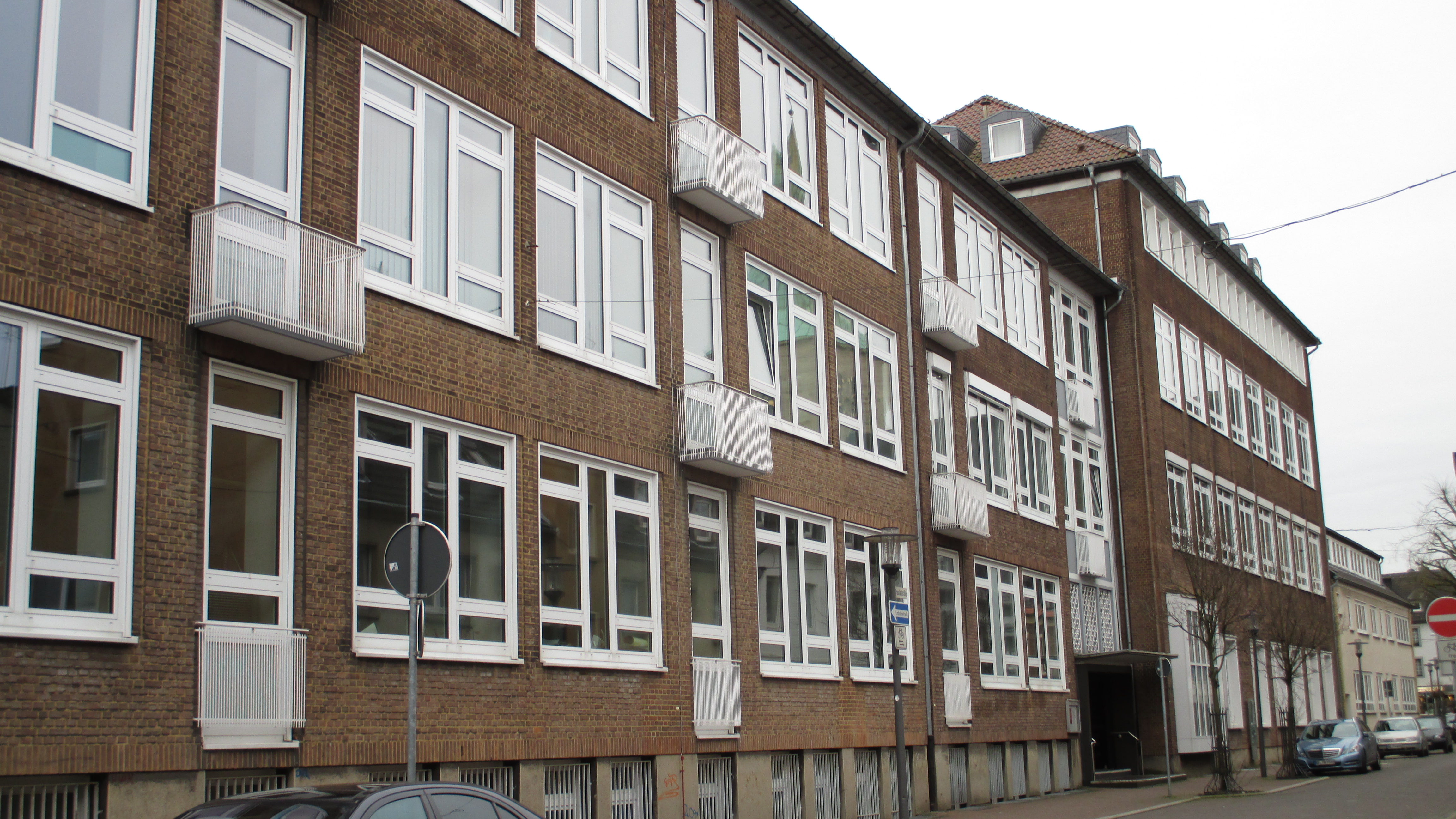
Kloster und Gymnasium St. Ursula in Dorsten

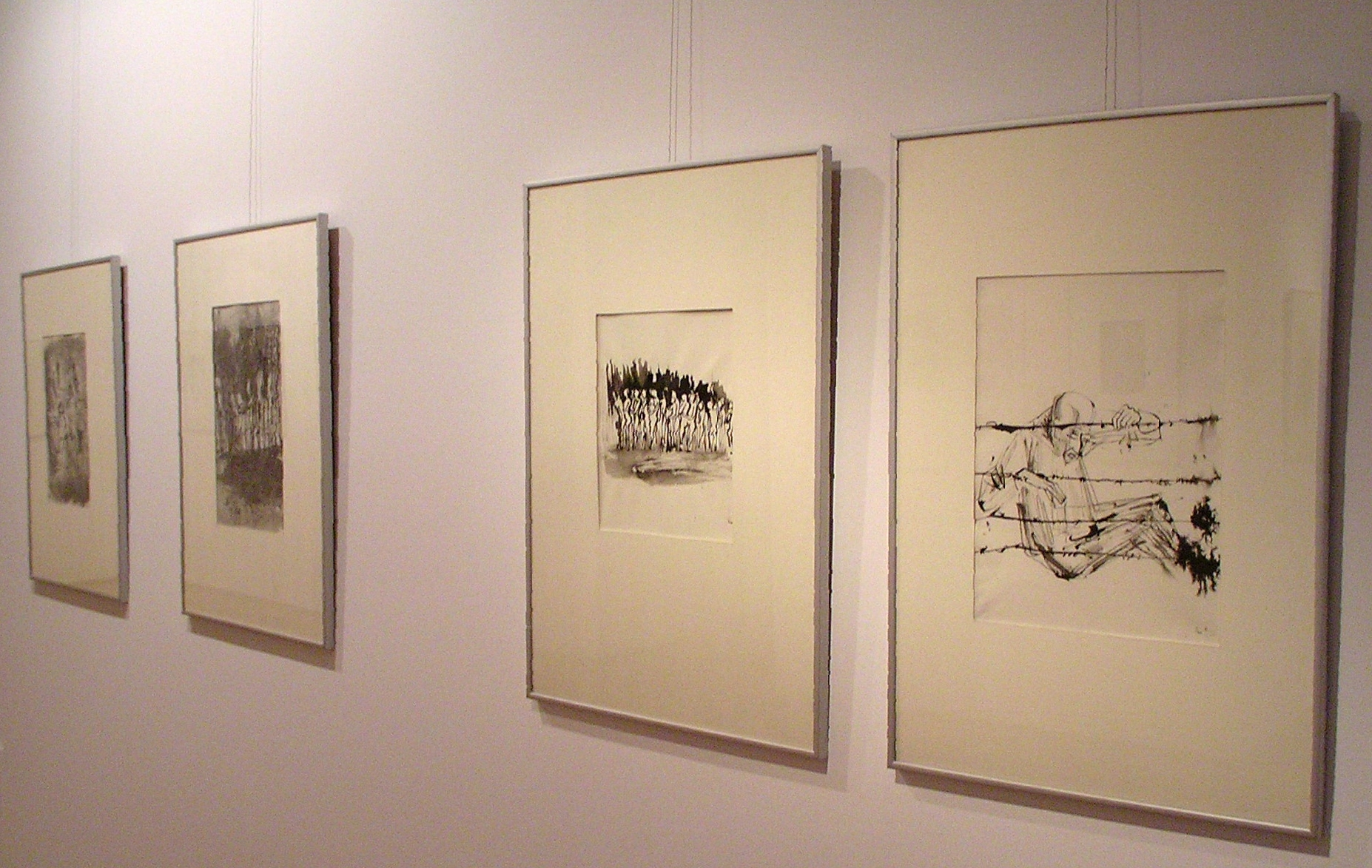
Rohrfeder-Zeichnungen des Holocaust-Zyklus aus den 1960er Jahren im Jüdischen Museum Westfalen

Schwester Paula wurde Kunstgeschichts- und Zeichenlehrerin an den von den Dorstener Ursulinen geleiteten Schulen (zunächst an der Realschule, später am Gymnasium St. Ursula Dorsten). Nach 13 Jahren Unterricht widmete sie sich ab 1962 ganz ihrer Kunst. Sie hatte nun Zeit und Kraft, um die Skizzen und Szenen aus ihrem Gedächtnis in Holzskulptur und mit Tusche umzusetzen – neben religiösen Themen vor allem Bilder über die Not des Krieges, Flüchtlinge, Judenverfolgung und Vernichtung. Sie entdeckt den Bronze- und Aluminiumguss für ihre Reliefarbeiten. Nach der Aufhebung der strengen Klausur nahm sie auch Aufträge von außerhalb des Klosters an – Brunnenanlagen, Säulen, Ehrenmale, Fenster- und Wandgestaltungen. Ab 1962 stellte die Künstlerin unter ihrem bürgerlichen Namen wieder regelmäßig aus. Auf Einladung fuhr sie in das Dorstener Bergwerk „Fürst Leopold“ ein – wieder wurde der Arbeiter ihr Thema.
1968 bis 1969 arbeitete sie für eine Lepra-Station in Äthiopien. Ihre Solidarität mit den Arbeitern und Arbeitslosen weitete sich zu einem sozialen Engagement für alle Leidenden. Immer, wenn sie von Leid und Elend anderer Menschen erfuhr, verarbeitete sie die Eindrücke in Bildern oder Plastiken – so entstanden Bilder über den Vietnamkrieg, den Hunger in Biafra und die in Chile politisch Verfolgten.
1979 reiste sie nach Israel und begegnete Überlebenden des Holocaust in der Dorstener Partnerstadt Hod haScharon und in Jerusalem. Für die Erweiterung des Bergwerks „General Blumenthal“ um die Schachtanlage „Haltern 1/2“ gestaltete sie 1984 mehrere Reliefs. Bei der Enthüllung der Plastiken traf Schwester Paula auf den Bundespräsidenten Richard von Weizsäcker.
Die geplante Schließung der Dorstener Zeche Fürst Leopold führte 1997 zu Mahnwachen, an denen auch Schwester Paula – schon in den siebziger Jahren als „Heilige Barbara des Ruhrgebiets“ bezeichnet – teilnahm. Sie demonstrierte mit den Bergleuten und schuf dazu eine Bronze-Stein-Plastik.
Eine ihrer Mitschwestern im Kloster und spätere Oberin war Johanna Eichmann.
Elisabeth „Tisa“ Gräfin von der Schulenburg wurde 97 Jahre alt und starb im Februar 2001.

## Ehrungen und Auszeichnungen
- Die Stadt Dorsten verlieh Schwester Paula 1972 das Ehrenbürgerrecht.
- 1984 wurde Schwester Paula mit dem „Vestischen Kunstpreis“ ausgezeichnet. Die Laudatio hielt Anneliese Schröder, die Direktorin der Kunsthalle Recklinghausen.[2]
- Angela Merkel, die damalige Bundesministerin für Frauen und Jugend, verlieh Schwester Paula 1994 in der Lohnhalle der Zeche „Fürst Leopold“ das Bundesverdienstkreuz am Bande für ihr Lebenswerk und für ihr ausgeprägtes soziales Engagementen
- Benennung der Verbundene Regionale Schule und Gymnasium „Tisa von der Schulenburg“ Dorf Mecklenburg

## Werk

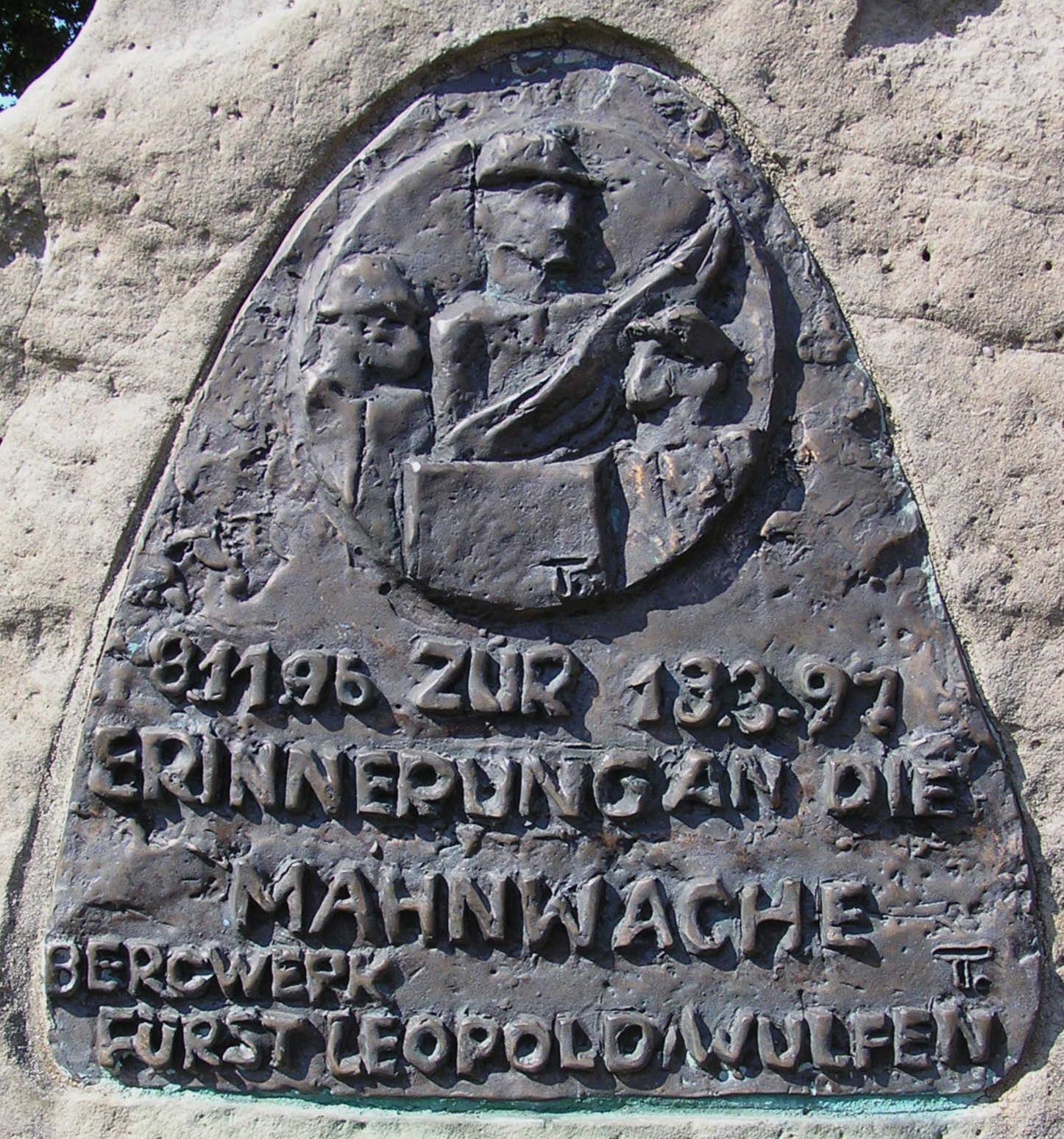
Gedenktafel zur Mahnwache

### Künstlerisches Werk
Das künstlerische Werk von Tisa von der Schulenburg bewegt sich formal vor allem zwischen Zeichnung und Plastik. So wurde die Zwischenstufe Relief – die „Zeichnung in Holz, Stein oder Bronze“ – ihre Leidenschaft. Ihre Zeichnungen sind sehr häufig schwarz-weiß; teilweise stehen geschriebene Kommentare und Gedichte im Bild. Es gab jedoch zu allen Schaffensphasen auch bunte, fröhliche Motive. Zeichnungen erinnern oft an Skizzen, Skulpturen beziehungsweise Plastiken an rohe Entwürfe. Außerhalb des Hauptwerkes experimentierte Schulenburg aber auch mit Stickereien und der Gestaltung von Kirchenfenstern.
Thematisch stehen der Industriearbeiter und das Elend der Arbeitslosen, Hungernden, Verfolgten, Flüchtenden – kurz, aller Leidenden – im Mittelpunkt ihres Schaffens.

### Literarische Veröffentlichungen
Tisa von der Schulenburg illustrierte mehrere Gedichtbände und trug eigene Geschichten zu einigen Erzählbänden bei. Zusammen mit den Ausstellungskatalogen war sie an über 50 literarischen Werken beteiligt. Es folgt eine Auswahl von eigenen literarischen, zum großen Teil autobiografischen, Werken:
- Zeichnungen – Plastiken. 1963. (herausgegeben von der Kreissparkasse Recklinghausen)
- Wenn ihr wollt – Begegnung mit dem Aussatz. Deutsches Aussätzigen-Hilfswerk e. V., Würzburg und Georg Bitter Verlag, Recklinghausen 1970, ISBN 3-7903-0141-8.
- Füreinander: Graphiken – Plastiken. 1972. (herausgegeben von der Kreissparkasse Dorsten)
- Zeichnungen – Aufzeichnungen. Praesentverlag Heinz Peter, Gütersloh 1974, ISBN 3-87644-042-4.
- Zeichnungen, Plastiken. 1976. herausgegeben von der Kreissparkasse Dorsten
- Äthiopisches Tagebuch. Altenkirchen 1977.
- Ich hab’s gewagt. Bildhauerin und Ordensfrau – ein unkonventionelles Leben. Verlag Herder, Freiburg i. Br. 1981, ISBN 3-451-07874-0.
- Mecklenburg – Bilder aus einer Kindheit. 1982.
- Wie Ränder einer Wunde – Bilder der Klage. Verlag Butzon & Bercker, Kevelaer 1983, ISBN 3-7666-9314-X.
- Des Kaisers weibliche Kadetten – Schulzeit in Heiligengrabe zwischen Kaiserreich und Revolution. Verlag Herder, Freiburg i. Br. 1983, ISBN 3-451-08057-5.
- Wer wird das Antlitz der Erde erneuern? Verlag Herder, Freiburg i. Br. 1983, ISBN 3-451-08000-1.
- Was ist aus uns geworden? – Skizzen und Notizen vom Kriegsende. Vorwort von Heinrich Böll. Verlag Herder, Freiburg i. Br. 1983, ISBN 3-451-08024-9.
- Meine dunklen Brüder – Als Bildhauerin unter Bergarbeitern. Verlag Herder, Freiburg i. Br. 1984, ISBN 3-451-08114-8.
- Umkehr in die Freiheit – Erfahrungen zwischen Kloster und Welt Verlag Herder, Freiburg i. Br. 1984, ISBN 3-451-08161-X.
- Heilende Nähe. Zusammen mit Kurt Weigel. Lahn-Verlag, Limburg 1987, ISBN 3-7840-2664-8.
- Brüche einer Biographie. STOCK & STEIN Verlag, 1995, ISBN 3-910179-60-6.

## Zitate
„Ich kann nicht schweigen.“

„So leicht wirft man seine Heimat nicht hinter sich.“

„Wenn es eine Gegend gab, die mich anzog, dann war es […] das Ruhrgebiet.“

„Was dabei herausgekommen ist: ein netter Provinzkünstler.“

Als ihre Wahlsprüche bezeichnet Tisa von der Schulenburg „Frei will ich leben und frei will ich sterben.“ aus Friedrich Schillers Wallensteins Lager und „Wache, fleh und bete.“ aus Johann Burchard Freysteins Mache dich, mein Geist, bereit.

## Stiftung
Die von Tisa von der Schulenburg, der Stadt Dorsten sowie 39 weiteren Stiftern durch das Stiftungsgeschäft vom 4. Mai 1992 errichtete selbstständige „Tisa von der Schulenburg-Stiftung“ wurde am 17. September 1993 vom Innenministerium des Landes Nordrhein-Westfalen genehmigt. Sie vergibt alle drei Jahre einen Förderpreis an den künstlerischen Nachwuchs. Ihre Geschäftsstelle, das Archiv mit Tisa von der Schulenburgs Nachlass und Ausstellungsräume sind in umgestalteten Räumen der einstigen Zeche Leopold untergebracht, die zuvor der Wasserhaltung gedient hatten.